# Hebertshausen

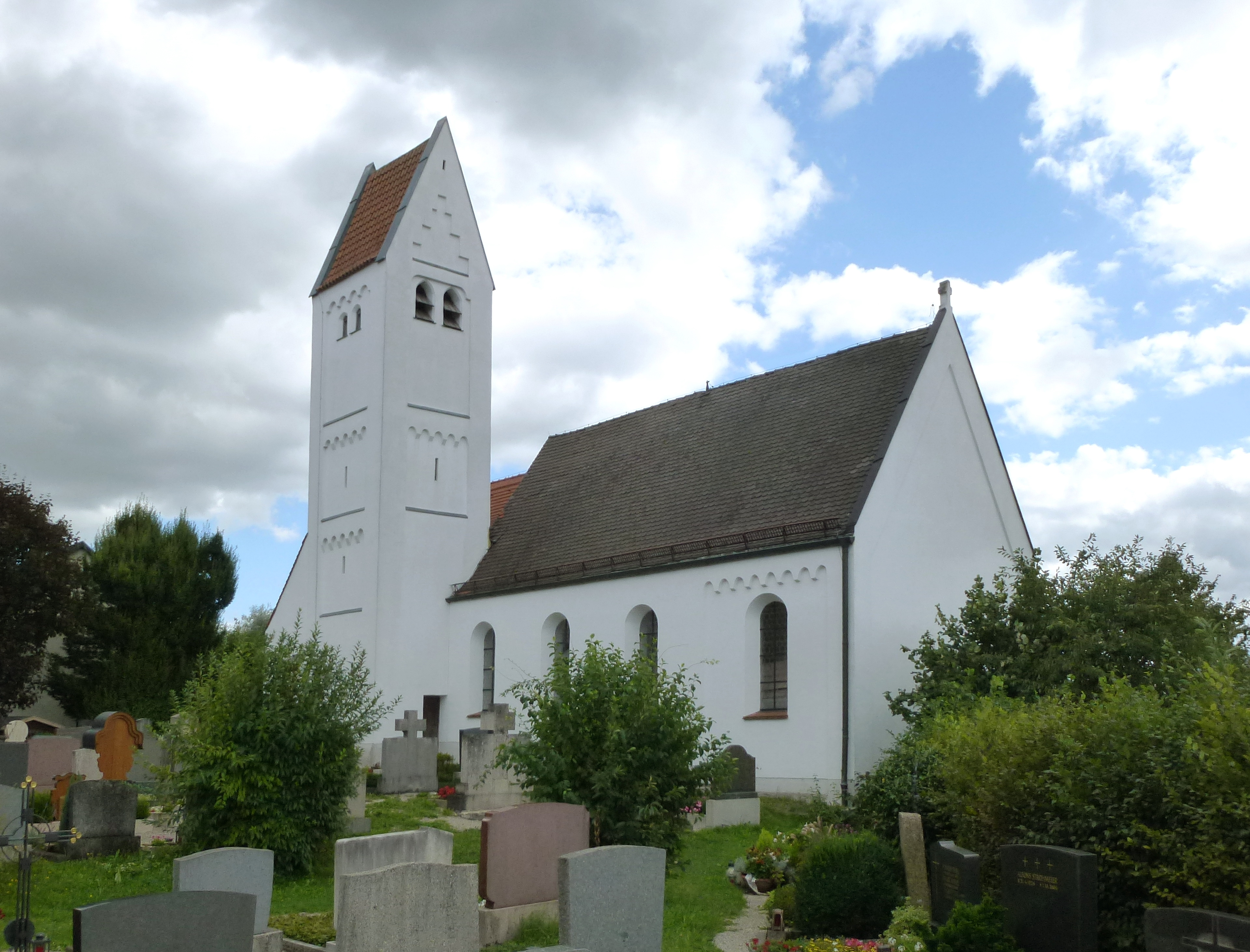
Pfarrkirche St. Georg in Hebertshausen

Hebertshausen ist ein Pfarrdorf und eine Gemeinde im oberbayerischen Landkreis Dachau. Zur Gemeinde zählen neben dem Hauptort auch das Pfarrdorf Ampermoching und Deutenhofen.

## Geographie

### Lage
Die Gemeinde liegt am Hebertshauser Moos, einem Teil des Dachauer Mooses, im Übergang von der Münchner Schotterebene ins Donau-Isar-Hügelland. Hebertshausen selbst liegt knapp vier Kilometer nordöstlich von der Kreisstadt Dachau, links der Amper, in die dort die Würm von rechts kommend mündet. 

### Gemeindegliederung
Es gibt 14 Gemeindeteile:
| Gemeindeteil  | Siedlungstyp | Bevölkerung Volkszählung 25. Mai 1987 | Bevölkerung Melderegister 30. Juni 2011 | Gemarkung/ frühere Gemeinde |
| ------------- | ------------ | ------------------------------------- | --------------------------------------- | --------------------------- |
| Hebertshausen | Pfarrdorf    | 1.665                                 | 2.338                                   | Hebertshausen               |
| Ampermoching  | Pfarrdorf    | 942                                   | 1223                                    | Ampermoching                |
| Deutenhofen   | Dorf         | 676                                   | 709                                     | Hebertshausen               |
| Gänsstall     | Einöde       | 6                                     | 5                                       | Amperpettenbach             |
| Goppertshofen | Dorf         | 38                                    | 47                                      | Prittlbach                  |
| Hackermoos    | Dorf         | 64                                    | 81                                      | Ampermoching                |
| Kaltmühle     | Weiler       | 19                                    | 20                                      | Ampermoching                |
| Lotzbach      | Weiler       | 37                                    | 48                                      | Ampermoching                |
| Oberweilbach  | Weiler       | 32                                    | 40                                      | Unterweilbach               |
| Prittlbach    | Kirchdorf    | 376                                   | 444                                     | Prittlbach                  |
| Reipertshofen | Weiler       | 29                                    | 30                                      | Unterweilbach               |
| Sulzrain      | Kirchdorf    | 55                                    | 66                                      | Amperpettenbach             |
| Unterweilbach | Kirchdorf    | 166                                   | 268                                     | Unterweilbach               |
| Walpertshofen | Weiler       | 23                                    | 12                                      | Prittlbach                  |
| Hebertshausen | Gemeinde     | 4.128                                 | 5.336                                   | 5 Gemarkungen               |

Die Einöden Hackenhof und Mooshäusl sind keine amtlich benannten Gemeindeteile.

## Geschichte

### Frühgeschichte
Der Hauptort kann auf eine über 1200-jährige Geschichte zurückblicken, eine erste urkundliche Erwähnung ist zwischen 783 und 789 zu datieren. Damals schenkte ein Kleriker namens Muniperht seinen Besitz dem Bischof von Freising.
Allerdings reicht die Frühgeschichte deutlich weiter zurück: Anfang November 2011 wurden im Zuge der Erschließungsarbeiten für das Neubaugebiet „Ampermoching Ost IV“ Reste einer keltischen Siedlung aus der Latènezeit (5.–1. Jahrhundert v. Chr.) entdeckt. In erster Linie handelt es sich um Pfostenabdrücke von mindestens drei Holzhäusern sowie einige zeittypische Keramikscherben. Den entdeckten Gebäudegrundrissen zufolge lässt sich die Fundstelle in das 3. oder 2. Jahrhundert v. Chr. datieren.
Im Oktober 2018 fand ein Hobbyarchäologe in einem Feld in der Nähe des Gemeindeteils Sulzrain 98 Objekte, darunter 74 Bronzeteile, die das Bayerische Landesamt für Denkmalpflege einem vierrädrigen Prunkwagen samt Pferdegeschirr aus der Bronzezeit um das Jahr 1200 v. Chr. zuordnete. Weitere Untersuchungen ergaben, dass der Wagen vom archäologischen Typus „Hart an der Alz“ gebrannt hatte. Dies deute darauf hin, dass es sich bei dem Gefährt um eine Grabbeigabe gehandelt habe.

### Bis zur Gemeindegründung
Hebertshausen ist in den Traditionsbüchern von Kloster Freising als Heriperhteshusun urkundlich genannt. Er bedeutet ‚bei den Häusern des Heriperht‘.
Hofkammerpräsident Johann Mandl, dessen Familie seit dem 17. Jahrhundert in der Gegend begütert war, erwarb 1625 den Sitz Deutenhofen, der 1627 durch Kurfürst Maximilian I. zur geschlossenen Hofmark erhoben wurde. Im Jahre 1654 wurde noch das bisher landgerichtliche Dorf Hebertshausen in die Hofmark einbezogen. Die Freiherren von Mandl blieben bis zum Verkauf an die Grafen von Spreti im Jahr 1834 im Besitz des Deutenhofener Schlosses. Die Grafen von Spreti hatten bereits seit 1771 die Hofmark (seit 1820 Patrimonialgericht) Unterweilbach inne, die von etwa 1679 bis 1738 ebenfalls der Familie Mandl gehört hatte. Die Filialkirche Mariä Geburt in Unterweilbach birgt deshalb die Epitaphien von Graf Hieronymus von Spreti (1695–1772) und seiner Gattin Maria Caroline Charlotte von Spreti, geb. von Ingenheim (1704–1749), ehemalige Favoritin des Kurfürsten bzw. Kaisers Karl Albrecht von Bayern, mit dem zusammen sie auch einen Sohn hatte, der das Adelsgeschlecht der Grafen von Holnstein aus Bayern begründete.

### 19. bis 21. Jahrhundert
Im Zuge der Verwaltungsreformen in Bayern des Grafen Maximilian von Montgelas entstand mit dem Gemeindeedikt von 1818 die heutige Gemeinde. Bis 1848 war die Gemeinde allerdings eine Patrimonialgemeinde mit einem Patrimonialgericht zuletzt der Grafen von Spreti. Auf dem Gemeindegebiet in Prittlbach wurde 1915 die Königliche Pulver- und Munitionsfabrik Dachau („Pumpf“ genannt) angelegt.

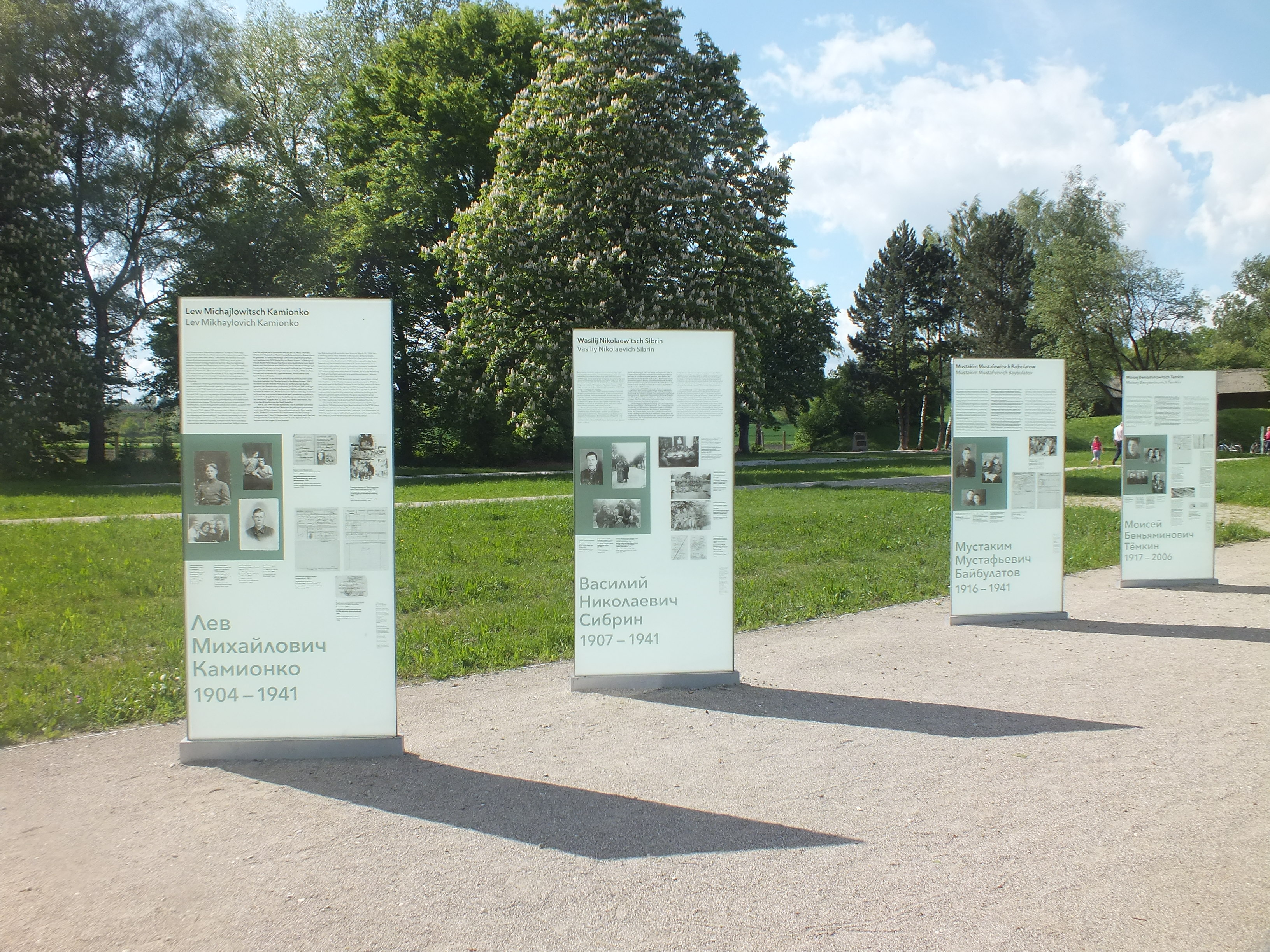
Gedenkstätte Schießplatz

#### SS-Schießplatz
Ab Anfang September 1941 bis in das Folgejahr wurden auf dem damaligen SS-Schießplatz Hebertshausen (auf dem Gemeindegebiet Dachau) als Folge des Kommissarbefehls ca. 4000 sowjetische Kriegsgefangene – hauptsächlich Offiziere, kommunistische Funktionäre und Juden – von der SS durch Hinrichtungs-Pelotone ermordet. Seit 2014 erinnert eine Gedenkstätte an dieses Verbrechen.

#### Eingemeindungen
| Gemeinde        | Einwohner (1970) | Eingemeindungs- datum | Bemerkungen |
| --------------- | ---------------- | --------------------- | --- |
| Ampermoching    | 787              | 01.07.1971            | |
| Amperpettenbach | 346              | 01.01.1972            | Eingliederung von 75 der 346 Einwohner (Sulzrain und Gänsstall) Umgliederung der übrigen Ortsteile nach Haimhausen |
| Prittlbach      | 396              | 01.05.1978            | |
| Unterweilbach   | 191              | 01.07.1972            | |

#### Einwohnerentwicklung
Zwischen 1988 und 2018 wuchs die Gemeinde von 4193 auf 5701 um 1.508 Einwohner bzw. um 36 %.
| Jahr      | 1961 | 1970 | 1991 | 1995 | 2000 | 2005 | 2010 | 2015 | 2018 | 2020 |
| Einwohner | 2958 | 3292 | 4493 | 4671 | 4800 | 5178 | 5356 | 5621 | 5879 | 5932 |

## Politik

### Gemeinderat und Bürgermeister
Die Kommunalwahl am 15. März 2020 führte bei einer Wahlbeteiligung von 66,73 % zu folgendem Ergebnis:
| Partei / Liste | Stimmenanteil | Sitze |
| CSU            | 51,82         | 11    |
| SPD            | 17,01         | 3     |
| FBB *          | 31,07         | 6     |
| Gesamt         | 100 %         | 20    |

Dem Gemeinderat gehört qua Amt auch der getrennt gewählte Erste Bürgermeister an. Dieser ist Richard Reischl (CSU), der bei der Kommunalwahl 2020 erneut mit 89,74 % der gültigen Stimmen im Amt bestätigt wurde. Zweiter Bürgermeister ist Martin Gasteiger (FBB) und Dritter Bürgermeister ist Florian Zigldrum (CSU).

### Wappen
| Wappen von Hebertshausen | Blasonierung: „In Gold über blauem Wellenbalken ein blau gezungter schwarzer Steinbock.“ |
| Wappen von Hebertshausen | Wappenbegründung: Die blaue Welle stellt den Verlauf des Flusses Amper dar, die durch das gesamte Gemeindegebiet fließt. Der Steinbock wurde 1985 zum offiziellen Wappen ernannt, da er in beiden Wappen der prägenden Adelsfamilien aus Hebertshausen, von Mandl in Deutenhofen und von Spreti in Unterweilbach vorhanden war. Dieses Wappen wird seit 1984 geführt. |

### Gemeindepartnerschaft
- Ungarn: Hebertshausen hat seit 1994 mit Lókút (Rossbrunn; nördlich von Veszprém) eine Partnergemeinde. In Hebertshausen wohnen viele Lókúter Aussiedler.

## Wirtschaft und Verkehr

### Verkehr

#### Straßenverkehr
Durch Hebertshausen verläuft die Staatsstraße 2339 von Dachau kommend in Richtung Ampermoching, wo diese in die Kreisstraße DAH 4 übergeht.

#### Bahnverkehr
Der Haltepunkt Hebertshausen an der Bahnstrecke München-Laim–Petershausen wird von der Linie S2 der S-Bahn München bedient. Parallel verläuft die Bahnstrecke München–Treuchtlingen durch den Ort.

### Erdölförderung
Auf dem Gebiet der Gemeinde befindet sich ein Ölfeld (Erdölförderfeld Prittlbach), welches seit 1981 ausgebeutet wird. Die Förderleistung liegt bei ca. 10.000 Litern pro Tag. Es handelt sich hierbei um eines der beiden einzigen Ölfelder in Bayern, die derzeit (2008) ausgebeutet werden.

### Stromerzeugung

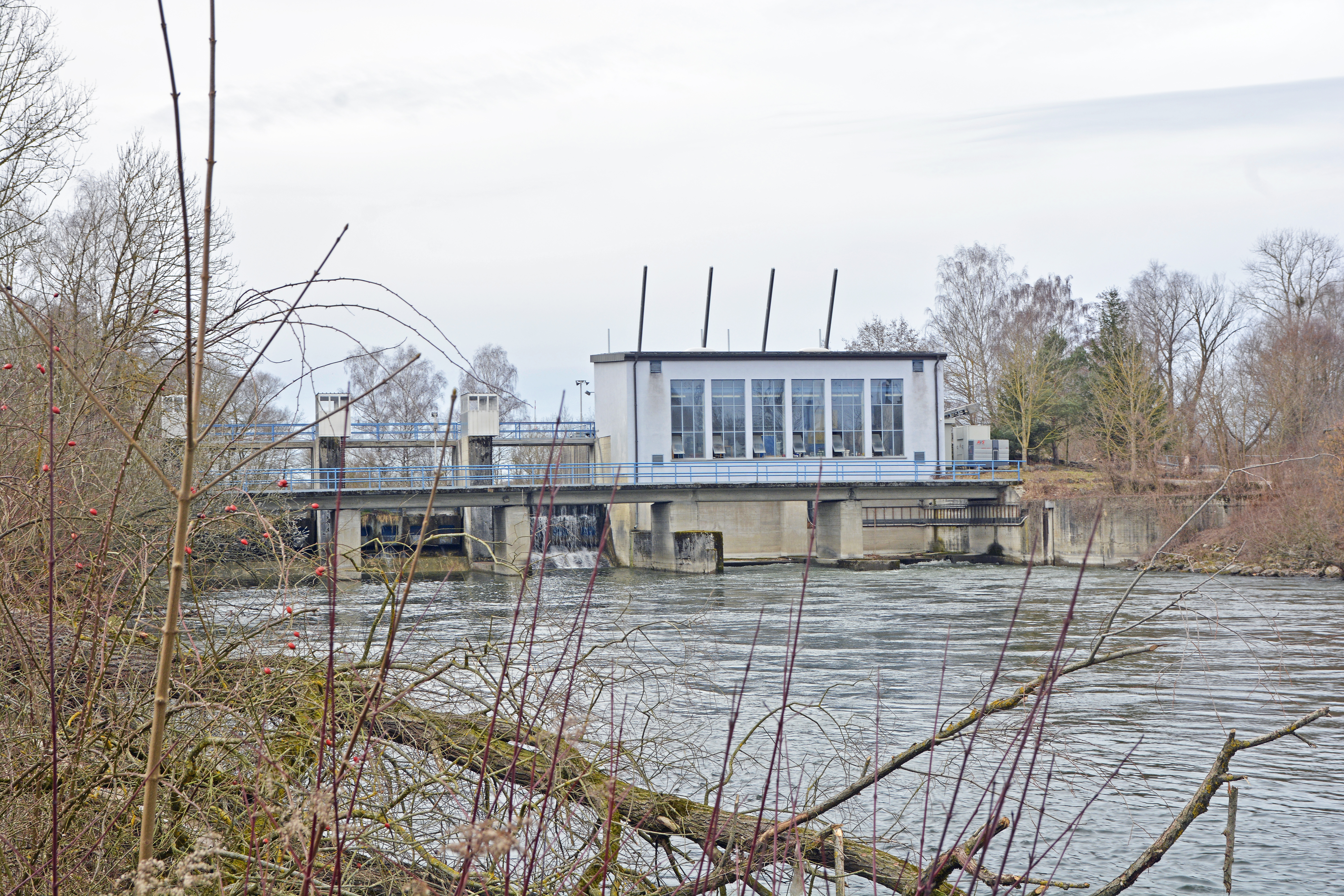
Amper-Wasserkraftwerk in Hebertshausen

In Hebertshausen an der Amper liegt ein Wasserkraftwerk der Isar-Amper-Werke.

### Ansässige Unternehmen
Die Gemeinde hat zahlreiche Handwerks- aber auch Industriebetriebe, von denen die meisten in einem Gewerbegebiet an der Amper liegen. Zu den Industriebetrieben gehören:
- Feinpappenwerk Gebr. Schuster
- IWAT Industriewasser-Aufbereitungstechnik
- Reischl Lebensmitteltechnik
- S & W Spritzguss und Formenbau
- Wörmann Anhängerbau

## Bildung
Hebertshausen hat folgende Schulen:
- Grund- und Mittelschule Hebertshausen
- Dr. Elisabeth-Bamberger-Förderschule

## Vereine
- FF Hebertshausen
- SpVgg Hebertshausen
- Kath. Burschen- und Mädchenverein Hebertshausen
- Obst- und Gartenbauverein Hebertshausen
- Sportverein Ampermoching
- Soldaten- und Reservistenkameradschaft Ampermoching/Hebertshausen
- Verein zur Erhaltung der St.-Georg-Kirche

## Söhne und Töchter der Gemeinde
- Johann Baptist Westermayr (1884–1950), Priester, Pädagoge und Hochschullehrer
- Georg Schallermair (1894–1951), SS-Hauptscharführer im Außenkommando Mühldorf